# Hedana perspicax
Hedana perspicax är en spindelart som beskrevs av Tord Tamerlan Teodor Thorell 1890. Hedana perspicax ingår i släktet Hedana och familjen krabbspindlar. Inga underarter finns listade i Catalogue of Life.